# 布里斯托鎮區 (明尼蘇達州菲爾莫爾縣)
布里斯托尔鎮區（英語：Bristol Township）是位於美國明尼蘇達州菲爾莫爾縣的一個行政鎮區。

## 地方資料
布里斯托尔鎮區的面積為93.33平方千米，當中陸地面積為93.33平方千米，而水域面積為0.00平方千米。根據2020年美國人口普查的數據，當地共有人口421人，而人口密度為每平方千米4.51人。